# Ismail Lleshi
Ismail Imer Lleshi (ur. 2 października 1947 we wsi Banisht, Okręg Dibra) – albański polityk i dyplomata, minister obrony w latach 2000–2001.

## Życiorys
W 1965 ukończył szkołę średnią im. Sami Frasheriego, a następnie rozpoczął studia na wydziale nauk polityczno-prawnych Uniwersytetu Tirańskiego. Studia ukończył w 1969, a rok później rozpoczął pracę wykładowcy akademickiego na macierzystym wydziale. W latach 1987–1991 pełnił funkcję dziekana wydziału nauk polityczno-prawnych UT. W 1991 stał się jednym z kluczowych polityków w kierownictwie Albańskiej Partii Pracy. W marcu 1991 po raz pierwszy wybrany deputowanym do parlamentu i przewodniczącym grupy parlamentarnej Albańskiej Partii Pracy. Wziął czynny udział w ostatnim kongresie partii komunistycznej i w jej przekształceniu w Socjalistyczną Partię Albanii. W czerwcu 1991 objął stanowisko wiceprzewodniczącego partii socjalistycznej. W listopadzie 1991 rozpoczął karierę dyplomatyczną, objął stanowisko ambasadora Albanii w Stambule. W lipcu 1992 powrócił ze Stambułu i podjął pracę w firmie prywatnej. W 1999 objął stanowisko doradcy premiera Ilira Mety. W listopadzie 2000 stanął czele resortu obrony w rządzie Ilira Mety. Po zakończeniu misji w wyborach 2001 ponownie uzyskał mandat deputowanego. Od 2002 pracował w przedsiębiorstwie prywatnym.
Był autorem artykułów poświęconych tematyce restrukturyzacji armii albańskiej, publikowanych w latach 2000-2001 w czasopiśmie Ushtria.